# Ибиза
Ибиза (шп. Ibiza) је једно од Балеарских острва која се налазе у Медитерану, а припадају Шпанији. Она је једно од два Острва борова (друго је Форментера). Већи градови су Ибиза, Санта Еулалија дел Рио и Сант Антони де Портмани.
Као део Светске баштине, старо језгро града Ибизе је под заштитом Унеска.

## Историја
Године 654. п. н. е. феничански насељеници основали су луку на Балеарским острвима и назвали је Ibossim (од феничанског ibshim „острво борова“). Касније је била позната по римском називу „Ebusus“. Грци, који су дошли на Ибизу у време Феничана, назвали су острва Ибиза и Форментера Pitiusas („острва борова“, што је превод феничанског имена). Слабљењем Феникије после асирске инвазије, контролу над Ибизом преузела је бивша феничанска Картагина. На острву су се производиле боје, со, рибљи сос (гарум) и вуна. У пећини код Ес Кулерама пронађено је светилиште богињи Танит. Ибиза је била важна трговачка тачка на медитеранским путевима. Почела је да оснива своје сопствене трговачке постаје на оближњој Мајорци, као што је Na Guardis, одакле су регрутовани плаћеници који су се борили за Картагину.
За време Другог пунског рата острво су 209. п. н. е. напала браћа Публије Корнелије Сципион и Гнеј Корнелије Сципион Калвус, али је оно остало лојално Картагини. Пошто се у Иберији ратна срећа окренула против Картагине, Ибиза је остала последње место одакле је картагински генерал Магон Барка набављао намирнице и регрутовао људе пре него што је отпловио ка Менорци и Лигурији. Ибиза је закључила повољан мир са Римљанима, што је спасло Ибизу од даљих разарања и омогућило јој да одржи картагинске институције све до доба царства, када је и званично постала римска територија. Због тога се у Ибизи и данас могу наћи изванредни примери касне картагинске цивилизације. За време Римског царства острво је постала мирна империјална предстража, ван важних трговачких путева.
После пада Римског царства и кратког периода владавине Вандала, а потом Византије, острво и већи део Иберијског полуострва запосели су Маври. Под исламском владавином, Ибиза је била у блиским везама са градом Денија (најближом луком на Иберијском полуострву на обали код садашње Валенсије), јер су оба подручја била под истим поглаваром. У периоду од 1060. до 1085. Ибизу и Денију настањивала су маварска племена Бано-Алаглаб и Бано-Муџахед.
Године 1235. острво је у хришћанске руке повратио арагонски краљ Хаиме I Арагонски. Од тог времена на острву су се смењивале разне форме самоуправе, све док 1715. краљ Филип V Шпански није укинуо локалну аутономију. Долазак демократије у касним седамдесетим годинама 20. века вратио је Балеарским острвима аутономни статус. Данас је острво део Балеарске аутономне покрајине, заједно са Мајорком, Менорком и Форментером.

## Клима
Клима на Ибизи је медитеранска. Зиме су благе и без снега, са температуром од око 15 °C, уз малу количину падавина. Топла летња сезона траје од јуна до септембра са температурама које редовно достижу 30 °C, уз доста сунца и врло мало кише.

## Туризам
Ибиза је врло популарна туристичка дестинација, позната по ноћном животу концентрисаном на два места: у граду Ибиза на источној обали и Сант Антонију на западу.
Велик део острва је уврштен у Светску баштину што га је поштедело комерцијализације (нпр. „Божји прст“ у заливу Бенира). У Сант Антонију је подигнут споменик у част Кристифора Колумба. Претпоставља се да је Ибиза Колумбово родно место.

## Управа
Ибиза је административно део аутономне покрајине Балеарска острва, чији је главни град Палма де Мајорка (на острву Мајорка). Ибиза има пет општина. То су:
- Сант Хосеп де са Талаја
- Сант Антони де Портмани
- Сант Хоан де Лабрича
- Санта Еулалија дел Рио
- Ибиза